# Radio Biskra
 (décembre 2011).
Si vous disposez d'ouvrages ou d'articles de référence ou si vous connaissez des sites web de qualité traitant du thème abordé ici, merci de compléter l'article en donnant les références utiles à sa vérifiabilité et en les liant à la section « Notes et références ».
Radio Biskra est une des stations radios régionales appartenant à la Radio algérienne. Elle a commencé à diffuser ses programmes depuis Biskra le 14 juillet 1999, mais son inauguration officielle a eu lieu le 30 juillet 1999.

## Diffusion

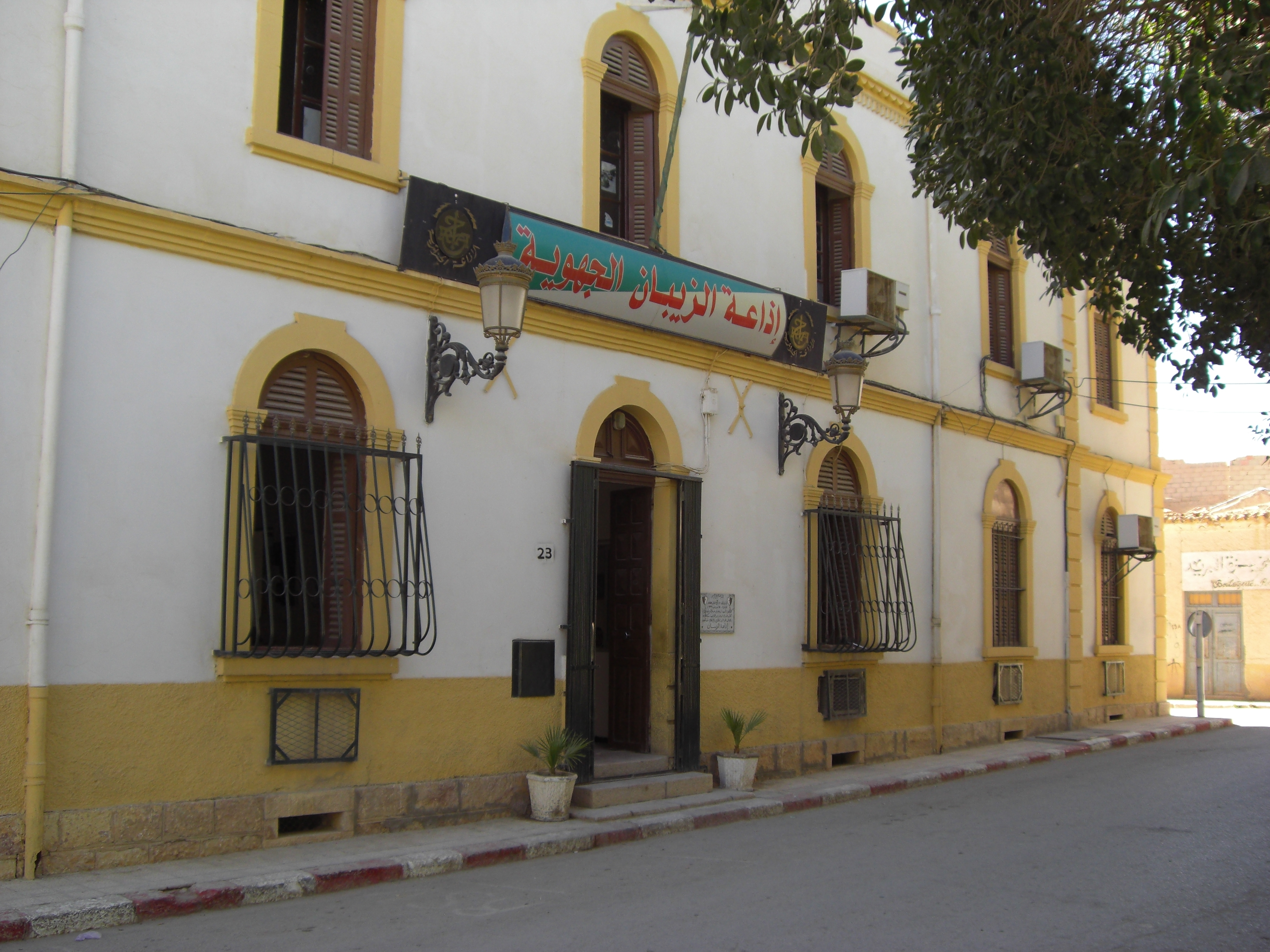
Le siège de Radio Biskra (mars 2008)

Les programmes de radio Biskra sont passés sur la fréquence 91.2 FM à partir du 25 mai 2003, puis son temps est ajusté pour devenir à partir du 1er janvier 2005 sur la même fréquence de huit heures du matin jusqu'à six heures. Aujourd’hui elle diffuse ses programmes depuis ses studios à Biskra de sept heures du matin jusqu'à minuit. L'équipe de la rédaction est composées de vingt deux personnes entre animateurs et journalistes.

## Services
Production
Le service de production compte des animateurs et des réalisateurs s’adonnant à l’exécution d’envoi quotidien, en animations, réalisation et de la confection des grilles de programmes.
Information
Le service d'information est formé d'animateurs chargés de la présentation des flashs d’information quotidienne et d'un journal détaillé à midi et à dix-huit heures, en plus des programmes hebdomadaires.
Service technique
Il compte cinq techniciens chargés de la diffusion des programmes, en direct ou enregistrés, internes ou externes, ainsi que de la gestion et de la maintenance du matériel technique.

## Fréquences
- 91.2 MHz : émetteur de Metlili
- 99.4 MHz : émetteur de Biskra